# Bazolles
Bazolles és un municipi francès, situat al departament del Nièvre i a la regió de Borgonya - Franc Comtat. L'any 2007 tenia 267 habitants.

## Demografia

### Població
El 2007 la població de fet de Bazolles era de 267 persones. Hi havia 117 famílies, de les quals 39 eren unipersonals (27 homes vivint sols i 12 dones vivint soles), 43 parelles sense fills, 23 parelles amb fills i 12 famílies monoparentals amb fills.
La població ha evolucionat segons el següent gràfic:
Habitants censats

### Habitatges
El 2007 hi havia 254 habitatges, 122 eren l'habitatge principal de la família, 97 eren segones residències i 35 estaven desocupats. 248 eren cases i 5 eren apartaments. Dels 122 habitatges principals, 95 estaven ocupats pels seus propietaris, 18 estaven llogats i ocupats pels llogaters i 10 estaven cedits a títol gratuït; 2 tenien una cambra, 7 en tenien dues, 28 en tenien tres, 24 en tenien quatre i 61 en tenien cinc o més. 99 habitatges disposaven pel capbaix d'una plaça de pàrquing. A 60 habitatges hi havia un automòbil i a 52 n'hi havia dos o més.

### Piràmide de població
La piràmide de població per edats i sexe el 2009 era:
| Homes | Edats   | Dones |
| ----- | ------- | ----- |
| 0     | 95 o +  | 0     |
| 0     | 90 a 94 | 0     |
| 0     | 85 a 89 | 4     |
| 0     | 80 a 84 | 0     |
| 12    | 75 a 79 | 12    |
| 8     | 70 a 74 | 16    |
| 4     | 65 a 69 | 4     |
| 12    | 60 a 64 | 8     |
| 4     | 55 a 59 | 0     |
| 20    | 50 a 54 | 4     |
| 12    | 45 a 49 | 8     |
| 12    | 40 a 44 | 20    |
| 12    | 35 a 39 | 8     |
| 4     | 30 a 34 | 4     |
| 4     | 25 a 29 | 0     |
| 8     | 20 a 24 | 8     |
| 4     | 15 a 19 | 12    |
| 4     | 10 a 14 | 4     |
| 4     | 5 a 9   | 4     |
| 12    | 0 a 4   | 8     |

## Economia
El 2007 la població en edat de treballar era de 159 persones, 102 eren actives i 57 eren inactives. De les 102 persones actives 96 estaven ocupades (60 homes i 36 dones) i 6 estaven aturades (1 home i 5 dones). De les 57 persones inactives 19 estaven jubilades, 6 estaven estudiant i 32 estaven classificades com a «altres inactius».

### Ingressos
El 2009 a Bazolles hi havia 144 unitats fiscals que integraven 278 persones, la mediana anual d'ingressos fiscals per persona era de 16.128 €.

### Activitats econòmiques
Dels 7 establiments que hi havia el 2007, 2 eren d'empreses de comerç i reparació d'automòbils, 1 d'una empresa de transport, 2 d'empreses d'hostatgeria i restauració, 1 d'una empresa de serveis i 1 d'una empresa classificada com a «altres activitats de serveis».
Dels 4 establiments de servei als particulars que hi havia el 2009, 2 eren tallers de reparació d'automòbils i de material agrícola, 1 perruqueria i 1 restaurant.
L'únic establiment comercial que hi havia el 2009 era una fleca.
L'any 2000 a Bazolles hi havia 18 explotacions agrícoles que ocupaven un total de 2.282 hectàrees.

## Equipaments sanitaris i escolars
El 2009 hi havia una escola maternal integrada dins d'un grup escolar amb les comunes properes formant una escola dispersa.

## Poblacions més properes
El següent diagrama mostra les poblacions més properes.

## Personatges il·lustres
- André Cornu té el rècord d'alcalde de mandat més llarg, durant 72 anys consecutius des de 1815 fins a la seva mort el 1887.[10]